# Pilea libanensis
Pilea libanensis är en nässelväxtart som beskrevs av Ignatz Urban. Pilea libanensis ingår i släktet pileor, och familjen nässelväxter. Inga underarter finns listade i Catalogue of Life.